# Società Ginnastica Gallaratese 1930-1931
Questa voce raccoglie le informazioni riguardanti la Società Ginnastica Gallaratese nelle competizioni ufficiali della stagione 1930-1931.

## Rosa
| N. |                   | Ruolo | Calciatore          |
| -- | ----------------- | ----- | ------------------- |
|    | Italia (bandiera) | A     | Teodoro Badà        |
|    | Italia (bandiera) | D     | Baroli              |
|    | Italia (bandiera) | C     | Antonio Bernacchi   |
|    | Italia (bandiera) | D     | Renato Bossi        |
|    | Italia (bandiera) | D     | Carlo Codari        |
|    | Italia (bandiera) | A     | Bruno Colombo       |
|    | Italia (bandiera) |       | Cristoforo Colombo  |
|    | Italia (bandiera) | C     | Carlo Crotti        |
|    | Italia (bandiera) | P     | Gino Favini         |
|    | Italia (bandiera) | C     | Fedeli              |
|    | Italia (bandiera) | P     | Luciano Ferrario    |
|    | Italia (bandiera) | D     | Candido Ferrero     |
|    | Italia (bandiera) | C     | Carlo Ferrero       |
|    | Italia (bandiera) | D     | Giordano Galli      |
|    | Italia (bandiera) | A     | Alessandro Lattuada |
|    | Italia (bandiera) | A     | Attilio Leva (III)  |
|    | Italia (bandiera) | A     | Mario Lovetti       |

| N. |                   | Ruolo | Calciatore        |
| -- | ----------------- | ----- | ----------------- |
|    | Italia (bandiera) | A     | Natale Luoni      |
|    | Italia (bandiera) | P     | Luigi Maccagni    |
|    | Italia (bandiera) | A     | Macchi            |
|    | Italia (bandiera) | D     | Luigi Manini      |
|    | Italia (bandiera) | A     | Amedeo Marchetti  |
|    | Italia (bandiera) | A     | Serafino Minoli   |
|    | Italia (bandiera) | C     | Carlo Morosi      |
|    | Italia (bandiera) | C     | Antonio Puricelli |
|    | Italia (bandiera) | A     | Pietro Ramazzi    |
|    | Italia (bandiera) | A     | Ranchet           |
|    | Italia (bandiera) | C     | Sacchi            |
|    | Italia (bandiera) | C     | Scandroglio       |
|    | Italia (bandiera) | A     | Semai             |
|    | Italia (bandiera) | D     | Piero Thiella     |
|    | Italia (bandiera) | A     | Vittorio Torti    |
|    | Italia (bandiera) | D     | Giancarlo Trotti  |
|    | Italia (bandiera) | C     | Mario Uslenghi    |